# 5489 Oberkochen
5489 Oberkochen è un asteroide della fascia principale del diametro medio di circa 11,43 km. Scoperto nel 1993, presenta un'orbita caratterizzata da un semiasse maggiore pari a 2,6277401 UA e da un'eccentricità di 0,1820350, inclinata di 14,00046° rispetto all'eclittica.